# Superammasso della Lince
Il Superammasso della Lince è un superammasso di galassie situato in direzione dell'omonima costellazione.
Fu scoperto nel 1999. Ha un redshift di z=1,27 e consta di due componenti principali, inizialmente denominate ClG J0849+4452 ad indicare la parte di cluster ad est e ClG J0848+4453 per quella ad ovest.  La più recente denominazione è rispettivamente RXJ 0848.9+4452 (Lynx E) (z=1,26) e RXJ 0848.6+4453 (Lynx W) (z=1,27). Ai due cluster si aggiungono almeno sette gruppi di galassie più piccoli.
Il superammasso è stato studiato inizialmente nello spettro dell'infrarosso, quindi per le emissioni di raggi X nel ROSAT Deep Cluster Survey e il redshift confermato spettroscopicamente.
Mentre il cluster Lynx E ha una distribuzione di galassie più compatta con la presenza di galassie interagenti e probabilmente di una brillante galassia dominante centrale (galassia cD), l'ammasso Lynx W ha una distribuzione più sparsa di tipo filamentoso, priva di una galassia dominante centrale. 
Al momento della sua scoperta risultava il più distante superammasso di galassie conosciuto.